# Наріман (Волгоградська область)
Наріман (рос. Нариман) — селище у Світлоярському районі Волгоградської області Російської Федерації.
Населення становить 1426 осіб. Входить до складу муніципального утворення Наримановське сільське поселення.

## Історія
Селище розташоване у межах українського історичного та культурного регіону Жовтий Клин.
Згідно із законом від 14 травня 2005 року № 1059-ОД органом місцевого самоврядування є Наримановське сільське поселення.

## Населення
| 2010 |
| ---- |
| 1426 |